# Joseph B. Ely
Joseph Buell Ely, född 22 februari 1881 i Westfield, Massachusetts, död 13 juni 1956 i Westfield, Massachusetts, var en amerikansk demokratisk politiker. Han var guvernör i delstaten Massachusetts 1931–1935.
Ely utexaminerades 1902 från Williams College och avlade tre år senare juristexamen vid Harvard Law School. Därefter inledde han sin karriär som advokat i faderns advokatbyrå.
Ely efterträdde 1931 Frank G. Allen som guvernör och efterträddes 1935 av James Michael Curley. Ely vann guvernörsvalet 1930 mot ämbetsinnehavaren Allen som motståndare både till det federala alkoholförbudet och förbudslagstiftningen i Massachusetts. I guvernörsvalet 1932 besegrade han William S. Youngman. I presidentvalet 1932 stödde han Al Smith och förblev partiet och Franklin D. Roosevelt lojal efter att nomineringen gick till Roosevelt. Inför presidentvalet 1944 ställde han själv upp som kandidat för att förhindra Roosevelts omval men den gången beslutade han till sist att stöda republikanernas kandidat Thomas Dewey hellre än att ha stött en fjärde mandatperiod för Roosevelt. Ely hade meddelat sin kandidatur den 20 februari 1944 men det blev klart redan före demokraternas konvent att han och andra demokratiska utmanare till Roosevelt var chanslösa.
Kongregationalisten Ely avled 1956 och gravsattes på Pine Hill Cemetery i Westfield.